# Santa Bárbara do Tugúrio
Santa Bárbara do Tugúrio es un municipio brasilero del estado de Minas Gerais. Su población estimada en 2004 era de 4.590 habitantes.